# Alexis Jenni
Alexis Jenni (Lione, 1963) è uno scrittore francese.
Il suo romanzo d'esordio, L'arte francese della guerra, ha vinto nel 2011 il prestigioso premio Goncourt; è stato tradotto e pubblicato presso Mondadori.

## Biografia
Nato a Lione nel 1963, Alexis Jenni è cresciuto a Belley nella regione Rodano-Alpi, dove ha frequentato la scuola des Charmilles insieme alla sorella Olga, e in seguito il liceo. Il padre Jean-Paul era professore di tedesco al liceo della regione del Bugey, la madre Marie-Françoise bibliotecaria nella stessa scuola pubblica.
Attualmente Jenni vive nel centro storico di Lione ed è professore di Scienze naturali al liceo privato Saint-Marc, di proprietà gesuita, nella stessa città; definisce se stesso “scrittore della domenica” perché almeno da vent'anni si dedica nel tempo libero alla narrativa. Dopo avere scritto altri due romanzi, il primo ancora nel cassetto e il secondo rifiutato dagli editori, lavorò per cinque anni a L'arte francese della guerra ispirato dal dibattito sull'identità francese sviluppatosi durante la presidenza Sarkozy. Il primo titolo cui aveva pensato è “L'usage de la force” (L'uso della forza). Spedì per posta il manoscritto all'editore Gallimard, che stavolta decise di pubblicarlo; il volume di 640 pagine apparve nell'agosto 2011 nella prestigiosa Collana Bianca.
Il Goncourt, premio letterario più prestigioso di Francia, consiste in un assegno simbolico di € 10,00 e in una fama quasi assicurata, malgrado il romanzo di Jenni abbia venduto in Francia meno della media degli ultimi vincitori.
Alexis Jenni, che ha tre figli, decide di non lasciare il lavoro e di continuare a scrivere a tempo perso. Pratica da 25 anni tàijíquán ed è un intenditore di tè. Appassionato di cinema e fumetti, tiene un blog intitolato “Viaggi non troppo lontani”
Alexis Jenni sostiene di scrivere i suoi romanzi al tavolo di un caffè, tra una lezione e l'altra.

## Opere
- L'Art française de la guerre, Gallimard, Parigi 2011. Traduzione italiana: L'arte francese della guerra, Mondadori 2012.
- Élucidations, (50 aneddoti), Gallimard, Parigi 2013
- Son visage et le tien, Albin Michel, Parigi 2014. Traduzione italiana: Il volto di tutti i volti, Edizioni Qiqajon, Magnano 2017.